# Am Sandtorpark/Grasbrook

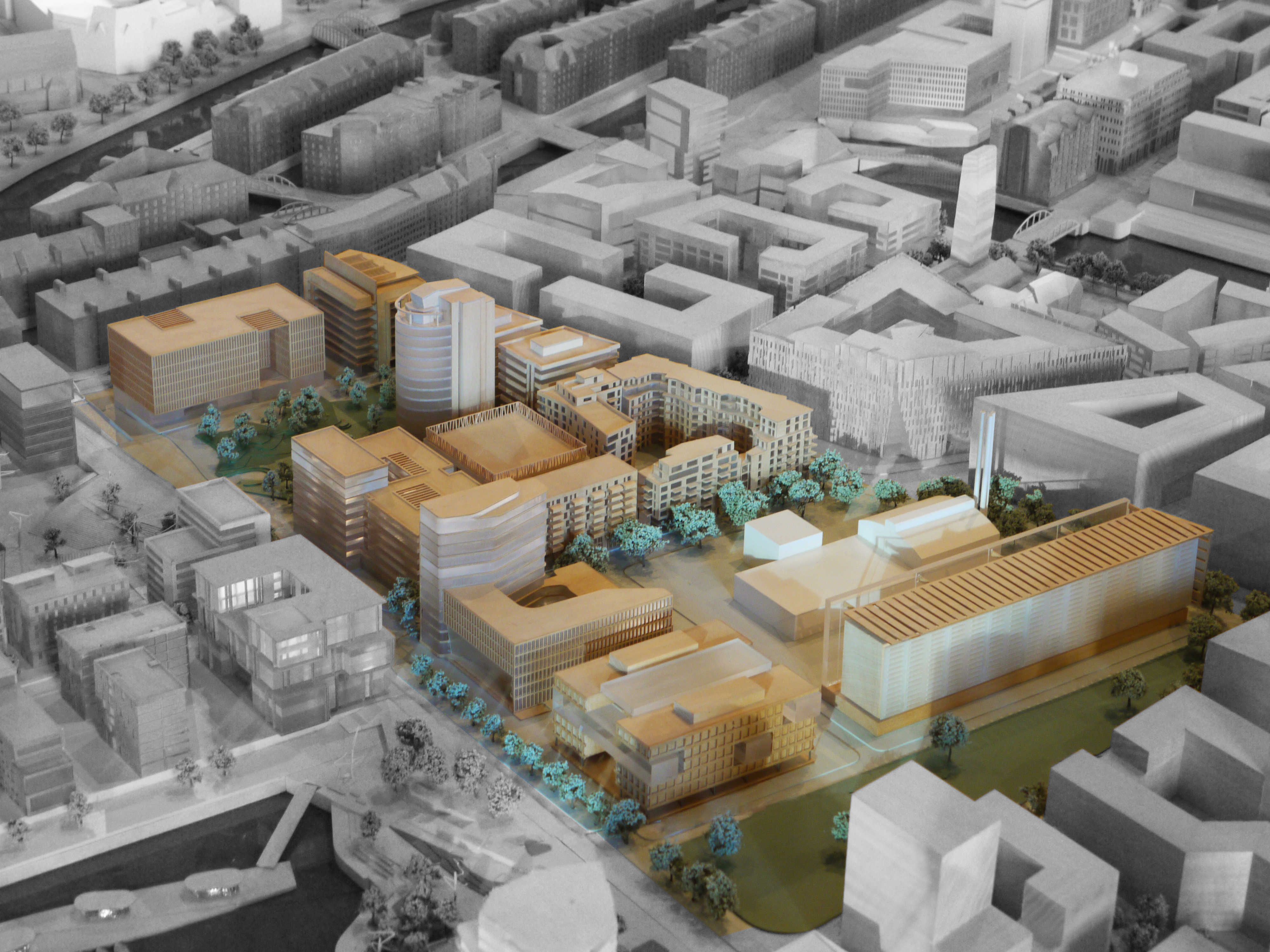
Modell

Lage des Quartiers Am Sandtorpark / Grasbrook (rot) innerhalb des HafenCity-Projekts (hellrot)

Am Sandtorpark/Grasbrook ist ein Quartier des Stadtteils HafenCity im Bezirk Hamburg-Mitte. Es grenzt im Westen an das Quartier Am Sandtorkai/Dalmannkai, im Osten an das Überseequartier und im Süden an den Strandkai, im Norden bildet die historische Bebauung der Speicherstadt die bauliche Grenze. Umgebende Straßen sind Am Sandtorkai, Am Sandtorpark, Großer Grasbrook und Hübenerstraße. Es verfügt als einziges Teilquartier der HafenCity über keinen direkten Wasserzugang, gleichwohl bestehen Sichtbeziehungen zum Sandtorhafen. Das Quartier entstand zwischen den Jahren 2003 und 2018 auf einer Fläche 5,7 Hektar und weist eine gemischte Nutzungsstruktur aus Wohnen und Gewerbe auf. Hinzu kommen infrastrukturelle Einrichtungen wie eine Grundschule mit angeschlossenem Hort und ein Heizkraftwerk.

## Städtebau
Nördlich des Quartiers befindet sich der namensgebende Sandtorpark, der den östlichen Abschluss der Freiraumachse bildet, die vom Becken des Sandtorhafens und dem öffentlichen Platz der Magellan-Terrassen im Westen vorgegeben wird. Der Park wird an seiner Nord-, Ost- und Südseite von einer sieben- bis achtgeschossigen Bebauung eingefasst, an der Ostseite markiert ein dreizehnstöckiger Büroturm den östlichen Abschluss der genannten Achse. Südlich des Ensembles um den Sandtorpark liegen zwei Punkthäuser und ein solitärer, gestreckter Baukörper sowie das Gebäude des Heizkraftwerks.

## Nutzung

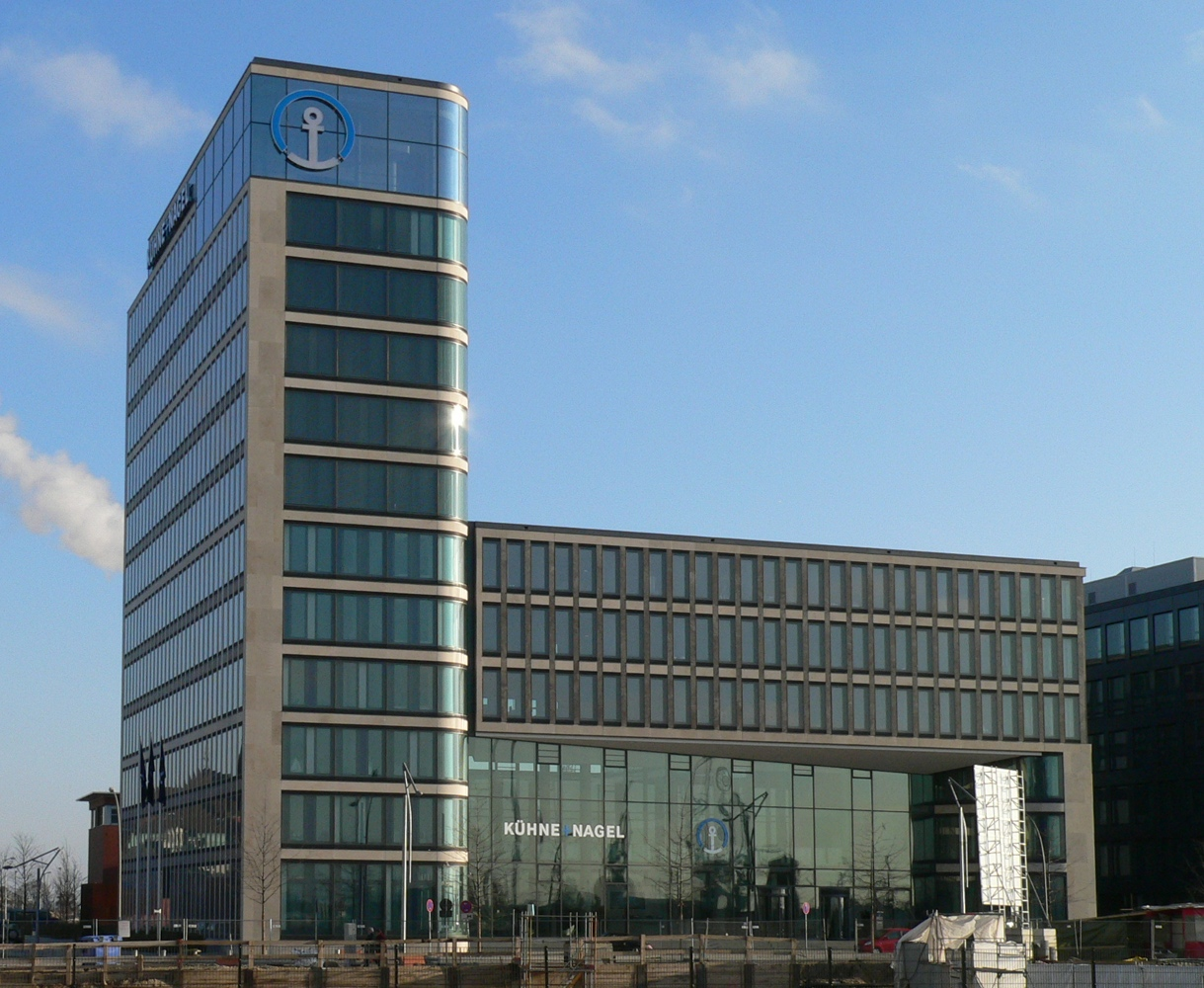
Kühne+Nagel in der HafenCity

Der Sandtorpark wird im Norden und Osten von Büronutzungen umgeben, im Süden schließen sich ein sogenanntes Commercial Center, d. h. ein Gebäude mit kleinteiligen Flächen für Büronutzungen sowie Einzelhandel und Dienstleistungen, eine Grundschule sowie zwei Wohngebäude an. Südlich des baulichen Ensembles um den Sandtorpark befinden sich der deutsche Hauptsitz des Logistikunternehmens Kühne + Nagel und ein Verwaltungs- und Schulungszentrum des Softwareherstellers SAP. Entlang der Straße Am Grasbrookpark entstanden Wohnungen und der Grasbrookpark.

## Geschichte

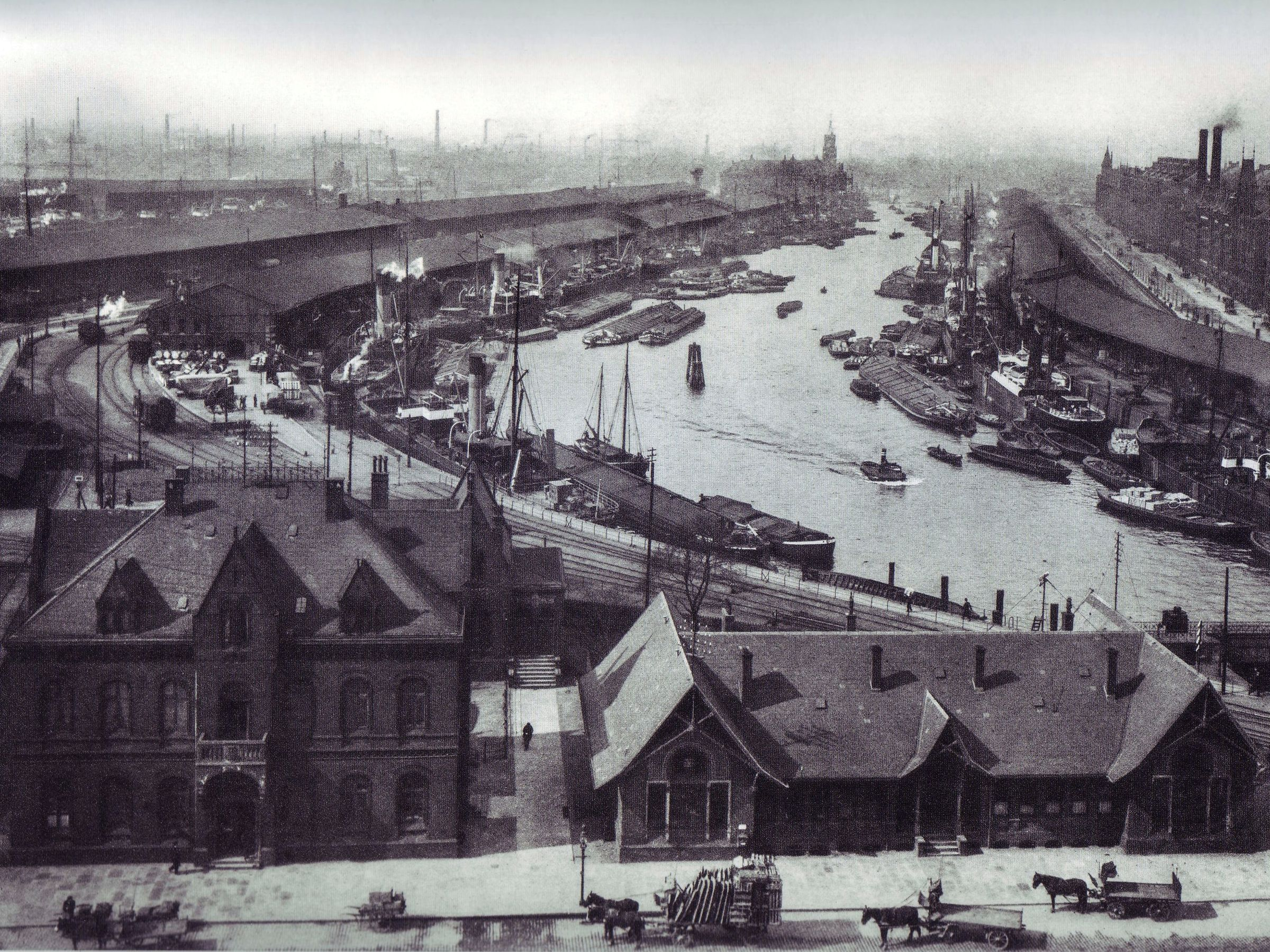
Sandtorhafen um 1900, Blick Richtung Westen, im Hintergrund der Kaispeicher A (heute Elbphilharmonie)

Das Quartier entstand größtenteils auf dem ehemaligen Gelände der Kaffee-Lagerei NKG Kala Hamburg. Das Unternehmen plante zunächst, das Areal bis Anfang der 2020er Jahre zu nutzen, weshalb eine Entwicklung erst nach diesem Zeitpunkt möglich gewesen wäre. Nachdem dem Unternehmen ein Ausweichgrundstück in Wilhelmsburg vermittelt werden konnte, wurden die Flächen 2006 vorzeitig für die Entwicklung freigegeben. Als erstes Gebäude des Quartiers wurde 2003 eine Geschäftsstelle des Softwareunternehmens SAP fertiggestellt. 2006 folgte der deutsche Hauptsitz von Kühne + Nagel als zweites abgeschlossenes Projekt. Östlich entstand das Projekt Coffee-Plaza, Grundsteinlegung für das Zentrum des Kaffeehandels war im Jahr 2008. Ein Projekt, das Röster, Handel und verwandte Betriebe im Bereich des Kaffees an einem Ort bündelt. Eröffnung war im Oktober 2010. Ein Durchgang parallel zur Straße Am Sandtorpark wurde zur „Coffee-Plaza“ und eine Skulptur in Form einer Kaffeebohne aufgestellt. Sie stammt von Lotte Ranft.